# Кузьменок, Игорь Андреевич
И́горь Андре́евич Кузьмено́к (бел. Ігар Андрэевіч Кузьмянок; род. 6 июля 1990, Красный Берег, Гомельская область) — белорусский футболист, защитник гомельского «Локомотива».

## Карьера

### Клубная
Первый тренер — В. М. Мамаев.
С 2008 года выступает за команду «Гомель», по состоянию на 14 августа 2011 года провёл 56 игр за клуб в чемпионате Беларуси и забил один гол в матче 22 июля против «Витебска». Также сыграл 6 игр в Кубке Беларуси 2010/11 и забил два гола (один из них в финале против «Немана» 29 мая 2011, что принесло победу «Гомелю» в Кубке). Выступал в Лиге Европы УЕФА в двух матчах против «Бурсаспора»: в первой игре он забил гол в ворота турецкой команды, однако это не спасло белорусов от проигрыша 1:2, в ответной же встрече белорусы снова проиграли 1:3 и выбыли из Лиги. 20 июля 2011 продлил контракт с клубом дополнительно на год.
28 января 2013 года подписал трёхлетний контракт с минским «Динамо». В столичном клубе получал мало практики и сезон 2014 провёл в солигорском «Шахтёре» на правах аренды. Отыграл 20 матчей и забил 1 гол.
9 января 2015 стало известно, что Кузьменок готовится к новому сезону в составе «Динамо». Однако 21 января Кузьменок подписал полноценный контракт с солигорским «Шахтёром». За «горняков» футболист отыграл два сезона. В конце 2016 покинул клуб ввиду окончания контракта.
26 декабря 2016 вновь подписал соглашение с минским «Динамо». В сезоне 2017 был игроком ротации динамовцев. В декабре 2017 года по окончании контракта покинул столичный клуб. В январе 2018 года вернулся в «Шахтёр», подписав двухлетний контракт. В первой половине сезона 2018 играл в стартовом составе, с августа стал оставаться на скамейке запасных, редко выходя на замену, привлекался к дублирующему составу.
В марте 2019 года разорвал соглашение с «Шахтёром» и стал игроком «Торпедо-БелАЗ». В сезоне 2019 редко появлялся на поле, только в июле и сентябре играл в стартовом составе. В январе 2020 года по соглашению сторон покинул жодинский клуб.
В феврале 2020 года подписал соглашение с «Ислочью». Начало сезона пропустил из-за травмы, позднее закрепился в стартовом составе. В декабре 2020 года покинул «Ислочь».
В январе 2021 года стал игроком «Гомеля». В январе 2024 года футболист покинул гомельский клуб.

### В сборной
В составе юношеской сборной играл в элитном раунде чемпионата Европы 2009, который команда не преодолела (в финальный турнир вышла Словения). В сборной до 21 года провёл суммарно 7 игр. 10 августа 2011 был вызван на матч отборочного турнира чемпионата Европы 2013 против Греции. В той встрече на 38-й минуте нарушил правила в своей штрафной площади и заработал пенальти в ворота Беларуси, который был реализован Янисом Потуридисом, но стараниями Дмитрия Хлебосолова белорусы вырвали победу 3:2.
Участник Олимпийских игр 2012 в Лондоне. Выступал за молодёжную сборную Беларуси.

## Достижения
- Серебряный призёр чемпионата Беларуси (3): 2016, 2017, 2018
- Бронзовый призёр чемпионата Беларуси (4): 2011, 2013, 2014, 2015
- Обладатель Кубка Беларуси (3): 2010/11, 2013/14, 2021/2022
- Обладатель Суперкубка Беларуси (1): 2012

## Личная жизнь
Студент Гомельского государственного университета имени Франциска Скорины, учится на факультете физической культуры и спорта.